# Bornemiszaella fournieri
Bornemiszaella fournieri är en kvalsterart som beskrevs av P. Balogh 1994. Bornemiszaella fournieri ingår i släktet Bornemiszaella och familjen Granuloppiidae. Inga underarter finns listade.